# Des blessures invisibles
Pour plus de détails, voir Fiche technique et Distribution.
Des blessures invisibles est un téléfilm français réalisé par Sarah Marx d'après un scénario de Laure de Colbert, et diffusé pour la première fois en France le 12 juin 2024 sur France 2.
Ce thriller psychologique, librement adapté du livre Les Blessures du silence de Natacha Calestrémé paru aux éditions Albin Michel, est une coproduction de What's Up Films et de France Télévisions, réalisée avec la participation de TV5 Monde et le soutien du CNC et de la région Centre-Val de Loire,,.

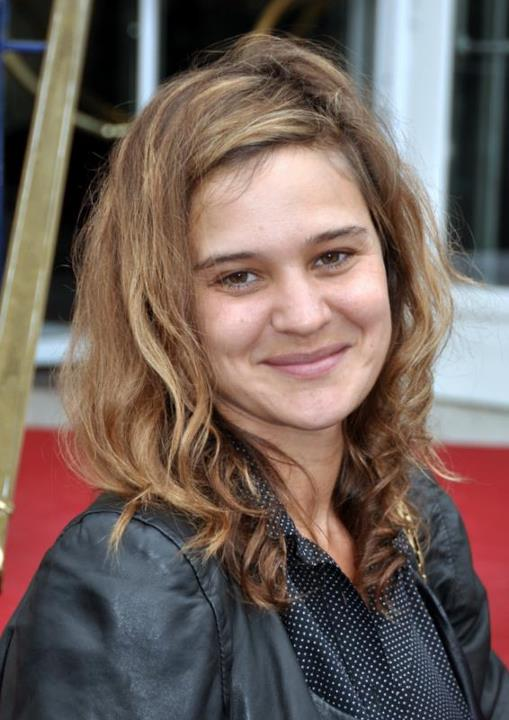
Marie Denarnaud.

## Fiche technique
Sauf indication contraire, les informations mentionnées dans cette section peuvent être confirmées par la base de données cinématographiques Allociné,  présente dans la section « Liens externes ».
- Titre français : Des blessures invisibles
- Réalisation : Sarah Marx[1],[3]
- Scénario : Laure de Colbert[1],[3]
- Musique : Romain Trouillet[3]
- Décors : Benoît Pfauwadel
- Costumes : Élodie Panzani
- Photographie : Colin Wandersman
- Son : Rafael Ridao et Thomas Lascar
- Montage : Dominique Marcombe
- Production : Matthieu Belghiti et Jean-Xavier De Lestrade[1],[3]
- Sociétés de production : What's Up Films et France Télévisions[1]
- Pays de production :  France
- Langue originale : français
- Format : couleur
- Genre : Drame, thriller psychologique[4],[5]
- Durée : 90 minutes
- Dates de première diffusion : 
  - France : 12 juin 2024 sur France 2[3],[6],[7],[8]

## Distribution
- Sarah Suco : Camille
- Pierre Perrier : Raphaël, le mari de Camille
- Marie Denarnaud : Marion, la sœur de Raphaël et la meilleure amie de Camille
- Lubna Azabal : capitaine Larivière
- Julien Campani : Lévy
- Servane Ducorps : Katia
- Vladislav Galard : Christophe
- Antoine Laurent : David
- Sébastien Houbani : Lyes
- Philippe du Janerand : médecin
- Luce Renier : Zoé
- Nina Birman : Lola
- Coline d'Inca : la maîtresse de Raphaël

## Production

### Genèse et développement
« Au travers de cette fiction,  France Télévisions participe à la sensibilisation aux violences conjugales et tente d'exposer quelques clés pour aider les proches à saisir ce qu'il se passe et à intervenir ».
Le scénario, librement adapté du livre Les Blessures du silence de Natacha Calestrémé paru aux éditions Albin Michel, est de la main de Laure de Colbert, et la réalisation est assurée par Sarah Marx.
La production est assurée par Matthieu Belghiti et Jean-Xavier De Lestrade pour What's Up Films.

### Attribution des rôles
Un des rôles principaux est interprété par Marie Denarnaud, bien connue pour son rôle dans la série télévisée HPI avec Audrey Fleurot. À Ouest-France qui lui demande ce qui lui a plu dans ce projet, l'actrice répond : « D'abord j'étais enchantée de tourner avec Sarah Marx. J'adore son travail, très ancré dans le réel. C'est un cinéma du témoignage, de la société qui évolue. En lisant ensuite le scénario, j'ai aussi été estomaquée par la richesse du rôle ».
Elle précise encore à Télé 7 jours : « J'aime que mon métier me permette de témoigner de problèmes de la société dans laquelle je vis. C'est important pour moi, surtout s'agissant de la cause des femmes. La façon dont ce téléfilm traite des violences psychologiques conjugales, qui sont invisibles et donc très difficiles à déceler, m'a intéressée […] Je suis ravie que la télé m'offre de vrais rôles ambigus et complexes. C'est pour moi un exutoire, qui me permet de témoigner de sujets qui me soucient beaucoup, comme la violence sociale ».

### Tournage
Le tournage se déroule à partir du 20 novembre 2023 à Tours.

## Accueil

### Diffusions et audience
En France, le téléfilm, diffusé le 12 juin 2024 sur France 2, est regardé par 3 360 000 téléspectateurs et se classe largement en tête des audiences.

### Accueil critique
Le quotidien Le Parisien souligne un téléfilm remarquable qui « braque ses projecteurs sur la mécanique de l'emprise. Une réussite aux yeux de Mine Günbay, présidente de la Fédération nationale Solidarité Femmes (FNSF), qui réunit 81 associations accompagnant les femmes victimes de violences et leurs enfants ».
Pour  le magazine Diverto, « Si les polars ont toujours eu une place de choix à la télévision, France Télévisions continue de se distinguer en proposant des productions inédites défiant les conventions du genre […] Le long-métrage, porté par un casting de talent incluant Marie Denarnaud, Lubna Azabal, Sarah Suco ou encore Pierre Perrier, aborde de manière poignante et directe les violences conjugales ».
Le Figaro TV Magazine apprécie l'absence de happy end : « Cette fiction, ce n'est pas la moindre de ses qualités, dispense de happy end. Le parti pris est à rebrousse-poil des attentes naturelles de l'auditoire mais il a le grand mérite de ne pas dénaturer le sujet. Le combat des victimes continue en effet bien au-delà de la mise au jour de leur calvaire. Il faut ensuite s'assurer de sa reconnaissance par la justice, de sa réparation, du maintien à distance du bourreau et de la sécurité des enfants ».
Pour Télé-Loisirs, « Si le sujet abordé reste donc déjà-vu, l'ensemble s'avère vraiment bien ficelé. La fiction est en sus portée par un casting impeccable ».
Pour Lucie Reeb, du site Allociné, « Des blessures invisibles est un téléfilm nécessaire qui décortique, à une heure de grande écoute, les mécanismes de l'emprise, le tout porté par un casting aux petits oignons. À ne pas rater ! ».